# Trichoprosopon lanei
Trichoprosopon lanei är en tvåvingeart som först beskrevs av Antunes 1937.  Trichoprosopon lanei ingår i släktet Trichoprosopon och familjen stickmyggor.
Artens utbredningsområde är Colombia. Inga underarter finns listade i Catalogue of Life.